# Nymphalis antiopa
Nymphalis antiopa é uma espécie de insetos lepidópteros, mais especificamente de borboletas pertencente à família Nymphalidae.
A autoridade científica da espécie é Linnaeus, tendo sido descrita no ano de 1758.
Trata-se de uma espécie presente no território português.

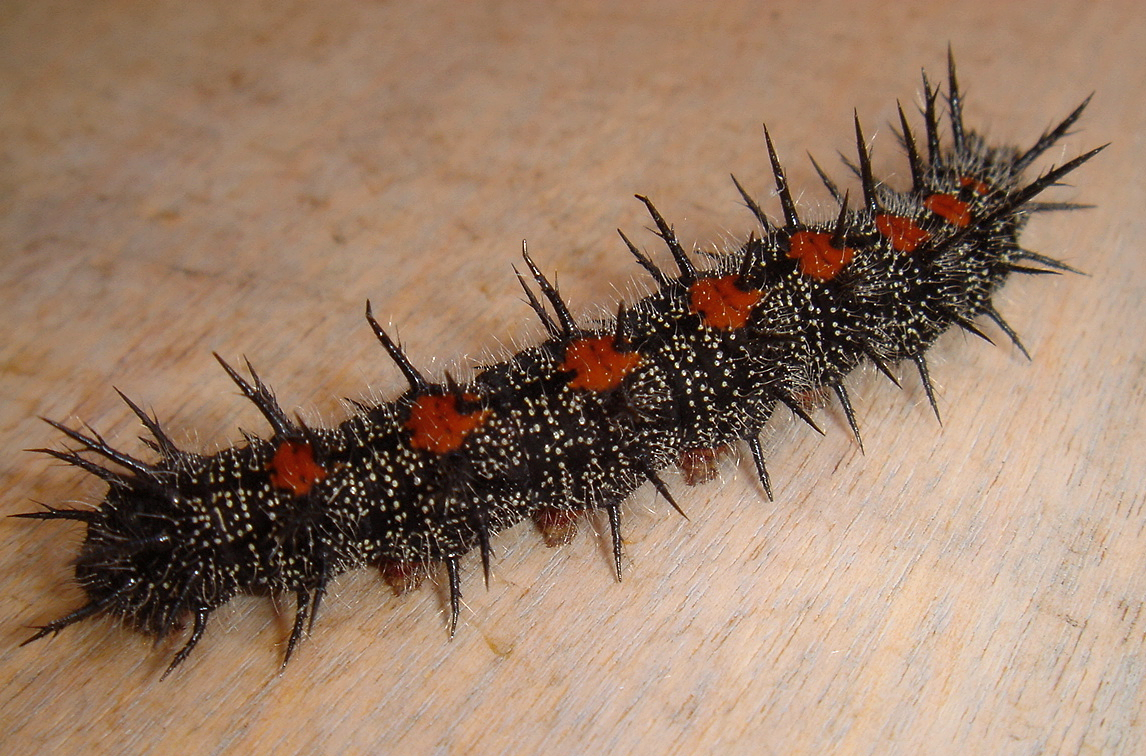
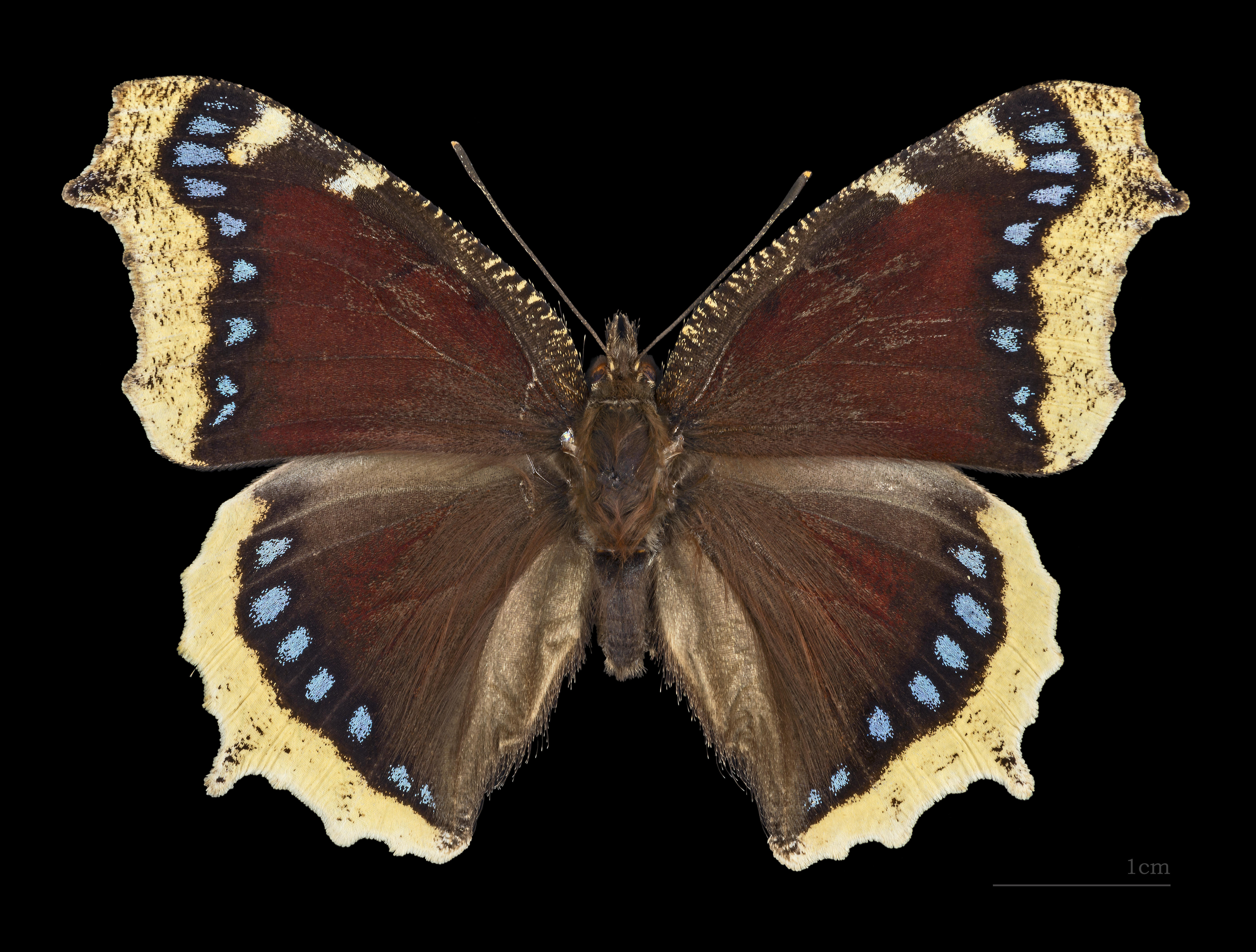
♂ MHNT
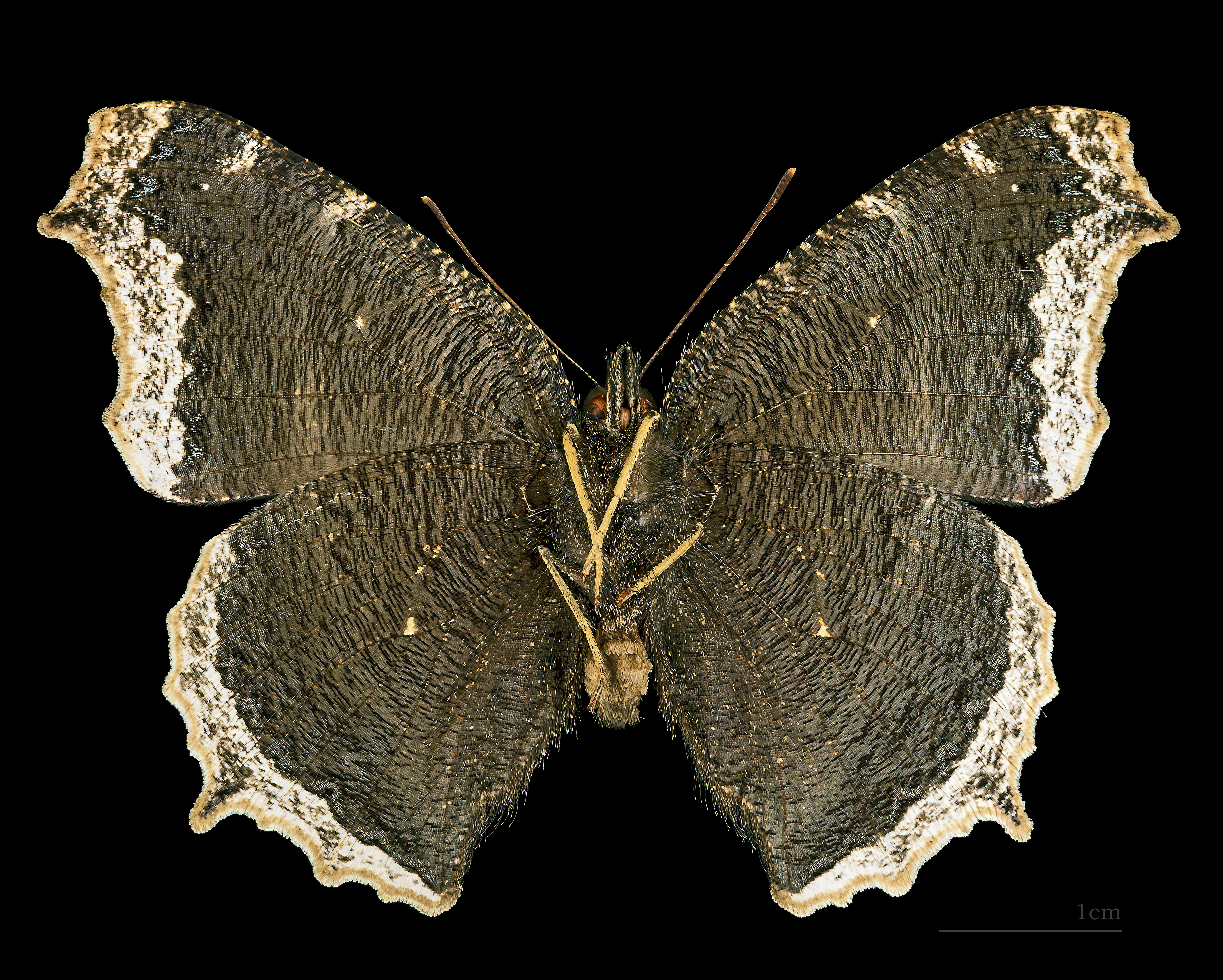
♂  △ MHNT
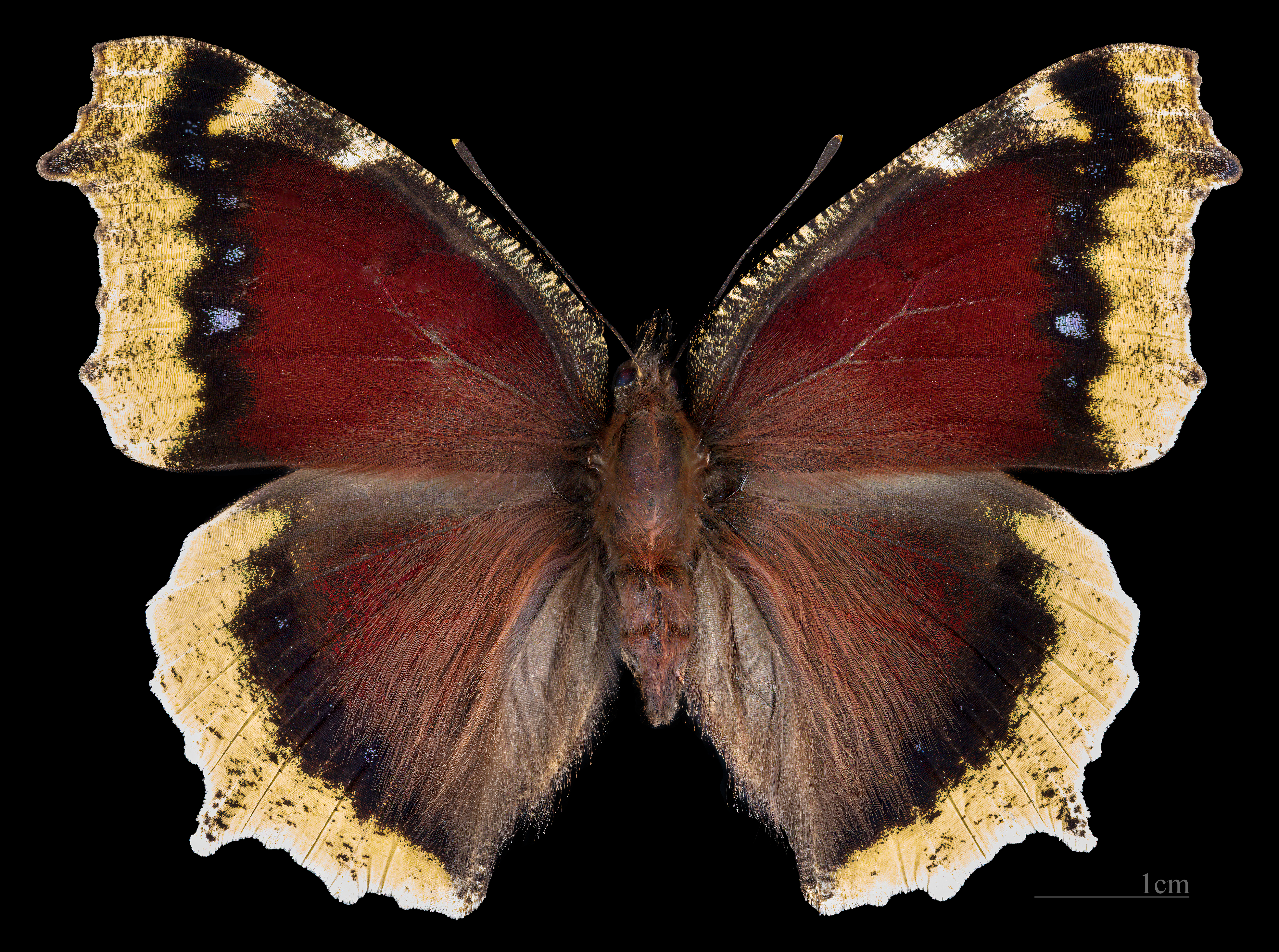
Forma aberrante Ex larva  ♂
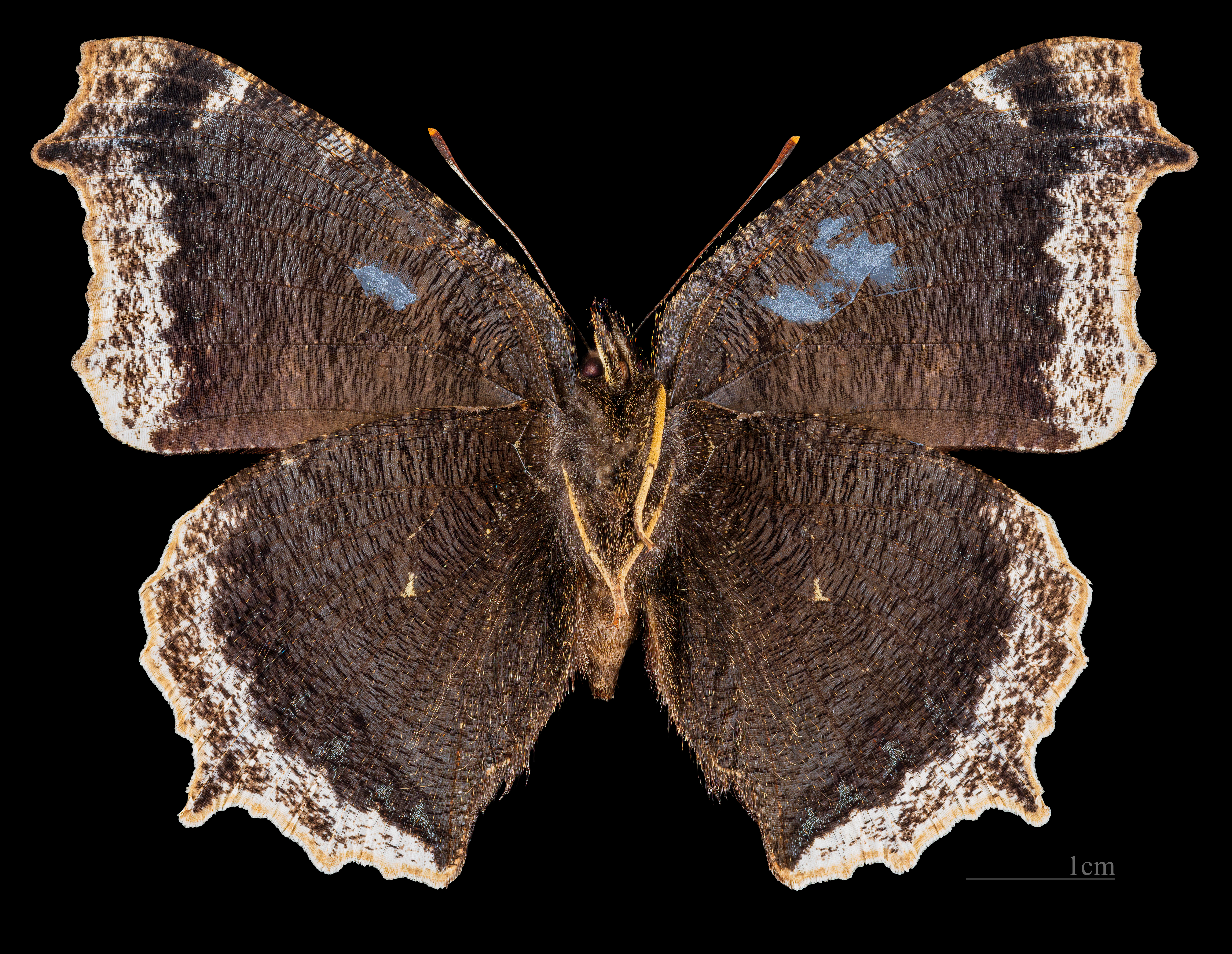
Forma aberrante Ex larva  ♂  △